# Pitho quadridentata
Pitho quadridentata är en kräftdjursart som först beskrevs av Edward John Miers 1879.
Pitho quadridentata ingår i släktet Pitho och familjen Tychidae. Inga underarter finns listade i Catalogue of Life.